# 2011년 한국프로야구 신인 드래프트
2011년 한국프로야구 신인선수 지명회의는 2010년 8월 16일 서울특별시 강남구 삼성동 그랜드 인터컨티넨탈 서울 호텔 2층 그랜드볼룸에서 개최되었다. 2011년 드래프트는 작년과 마찬가지로, MBC 스포츠+와 인터넷 등을 비롯한 여러 매체를 통해 생중계되었다. 8개 구단이 참가하는 마지막 드래프트였다.

## 지명방식
작년과 마찬가지로 홀수 라운드는 전년도 순위의 역순, 짝수 라운드는 전년도 순위대로 지명하는 방식이다. 최종 10라운드까지 진행되므로, 팀당 최대 10명까지 선발이 가능하다.

## 대상인원
고졸예정자 463명, 대졸 예정자 240명, 상무 3명, 기타 2명 등 총 708명이 참가했다.

## 지명 결과
| 지명 순위 | 한화                   | LG                     | 넥센                   | 삼성                 | 롯데                   | 두산                   | SK                     | KIA                      |
| --------- | ---------------------- | ---------------------- | ---------------------- | -------------------- | ---------------------- | ---------------------- | ---------------------- | ------------------------ |
| 1         | 유창식 (광주일고,투수) | 임찬규 (휘문고,투수)   | 윤지웅 (동의대,투수)   | 심창민 (경남고,투수) | 김명성 (중앙대,투수)   | 최현진 (충암고,투수)   | 서진용 (경남고,투수)   | 한승혁 (덕수고,투수)     |
| 2         | 강경학 (동성고,내야)   | 이우찬 (북일고,투수)   | 이태양 (청주고,투수)   | 윤영삼 (장충고,투수) | 허일 (광주일고,내야)   | 이현호 (제물포고,투수) | 김주원 (개성고,투수)   | 홍건희 (화순고,투수)     |
| 3         | 나성용 (연세대,포수)   | 정다흰 (장충고,투수)   | 고종욱 (한양대,외야)   | 오태선 (인천고,투수) | 이경우 (성균관대,투수) | 천상웅 (제주고,내야)   | 정진기 (화순고,외야)   | 윤정우 (원광대,외야)     |
| 4         | 이영기 (동성고,투수)   | 송윤준 (북일고,투수)   | 이희성 (성균관대,투수) | 임현준 (경성대,투수) | 백세웅 (광주일고,내야) | 안규영 (경희대,투수)   | 임정우 (서울고,투수)   | 우병걸 (제주산업대,투수) |
| 5         | 김용호 (성균관대,내야) | 김재율 (고려대,내야)   | 박정준 (효천고,투수)   | 김헌곤 (영남대,외야) | 장국헌 (군산상고,투수) | 정진호 (중앙대,외야)   | 강석훈 (고려대,투수)   | 정상교 (대구고,내야)     |
| 6         | 박병우 (동산고,투수)   | 강병의 (충암고,내야)   | 홍성갑 (북일고,내야)   | 김준희 (경희대,내야) | 양동운 (강릉고,투수)   | 황필선 (경기고,내야)   | 박계현 (군산상고,내야) | 유재혁 (제물포고,내야)   |
| 7         | 임신호 (덕수고,내야)   | 유강남 (서울고,포수)   | 김도현 (진흥고,내야)   | 유원선 (충암고,포수) | 이지혁 (장충고,포수)   | 이정호 (광주일고,투수) | 이윤재 (경남대,포수)   | 박기철 (광주일고,투수)   |
| 8         | 오준혁 (북일고,외야)   | 김명찬 (선린인고,투수) | 조영연 (단국대,투수)   | 조원태 (상원고,외야) | 문양식 (경성대,투수)   | 김동한 (동국대,내야)   | 신정익 (한민대,투수)   | 박세준 (개성고,내야)     |
| 9         | 문재현 (서울고,투수)   | 정병곤 (단국대,내야)   | 김대우 (홍익대,투수)   | 이경록 (대불대,외야) | 이정담 (인창고,투수)   | 최현정 (대전고,투수)   | 최진호 (중앙고,투수)   | 박태원 (휘문고,내야)     |
| 10        | 박건우 (세광고,투수)   | 이준명 (경남고,외야)   | 김기한 (송원대,투수)   | 정우양 (경희대,포수) | 백왕중 (광주일고,내야) | 양현 (대전고,투수)     |                        |                          |

※'ㄹ'자 방식으로 지명 순서를 정함.